# تنگه کوک

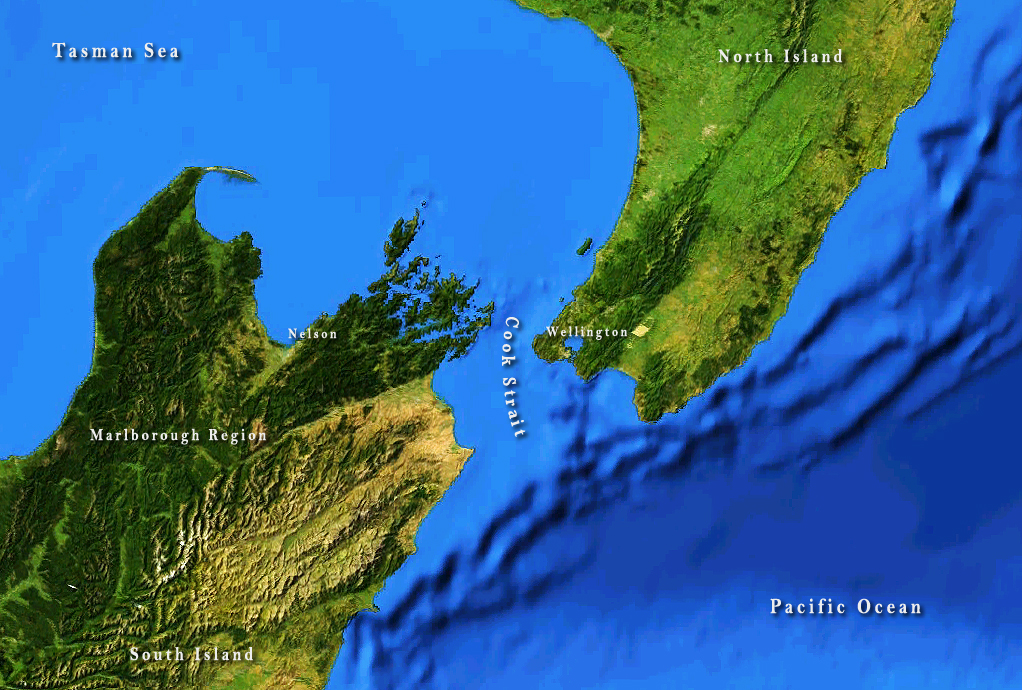
موقعیت تنگهٔ کوک و جزیره‌های شمالی و جنوبی نیوزیلند

تنگهٔ کوک (به انگلیسی: Cook Strait) تنگهٔ باریکی است که جزیره‌های شمالی و جنوبی نیوزیلند موسوم به نورث آیلند و ساوث آیلند را از یکدیگر جدا ساخته و گستره‌ای از شمال غربی دریای تاسمان تا جنوب شرقی اقیانوس آرام را دربر می‌گیرد.
عرض این تنگه در باریکترین بخش خود پیرامون ۲۳ کیلومتر و متوسط عمق آن ۱۲۸ متر است. صخره‌های شیب‌دار، سواحل دو طرف این تنگه را در برگرفته‌اند. طوفان‌های شدید و جریان‌های سهمگین خطراتی جدی برای دریانوردان در این مسیر هستند و مسافرت از ولینگتون واقع در جزیرهٔ شمالی به بلنهایم واقع در جزیرهٔ جنوبی بیشتر با استفاده از هواپیما و کشتی‌های قطاربر صورت می‌گیرد.
آبل تاسمان، دریانورد هلندی در سال ۱۶۴۲ وارد انتهای غربی این تنگه شد و گمان برد که به یک خلیج کوچک رسیده است. اما در سال ۱۷۷۰ جیمز کوک، دریانورد انگلیسی آن را مورد کاوش قرار داد و تنگه بودنش مشخص شد.

## نگارخانه

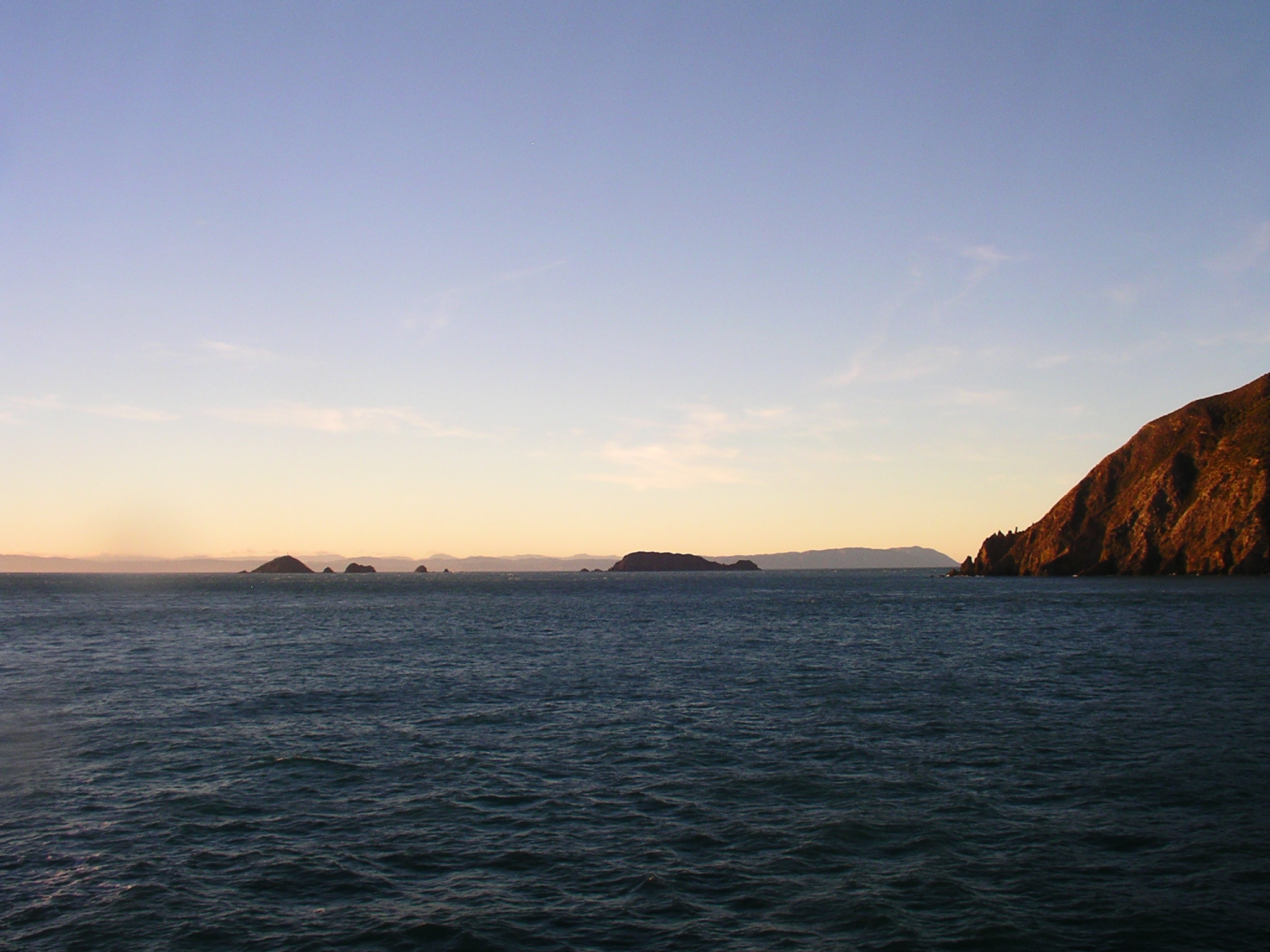
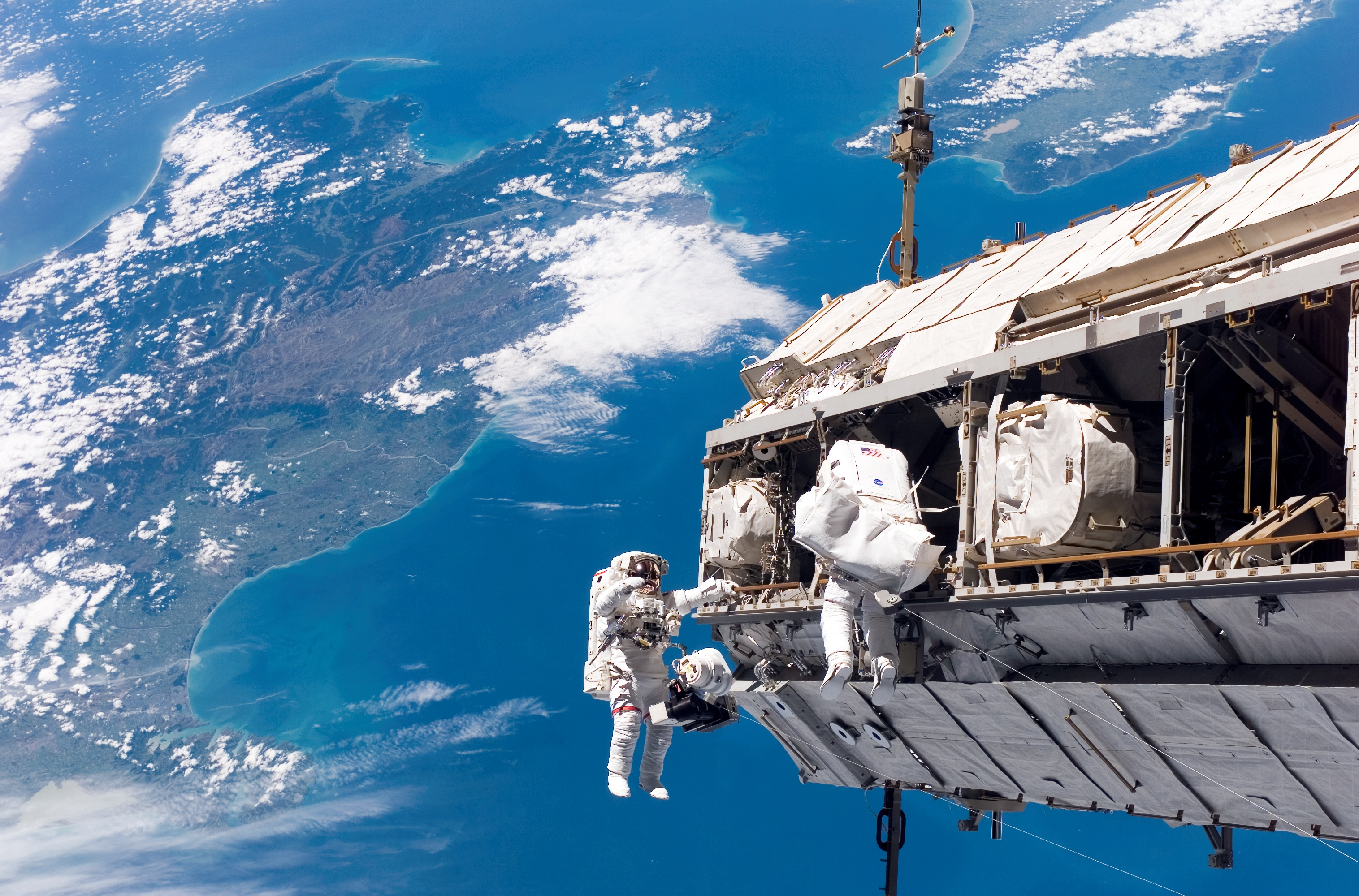